# پارک ملی ماتوبو
پارک ملی ماتوبو (انگلیسی: Matobo National Park) در زیمبابوه واقع است.